# Mensari
I mensari furono un gruppo di cinque aristocratici cittadini che nella Roma del IV secolo a.C. si adoperarono per aiutare i cittadini plebei che, a causa di difficoltà economiche dovute al protrarsi delle guerre, rischiavano di cadere sotto le prescrizioni del nexum, la schiavitù per debiti.

## Situazione economica

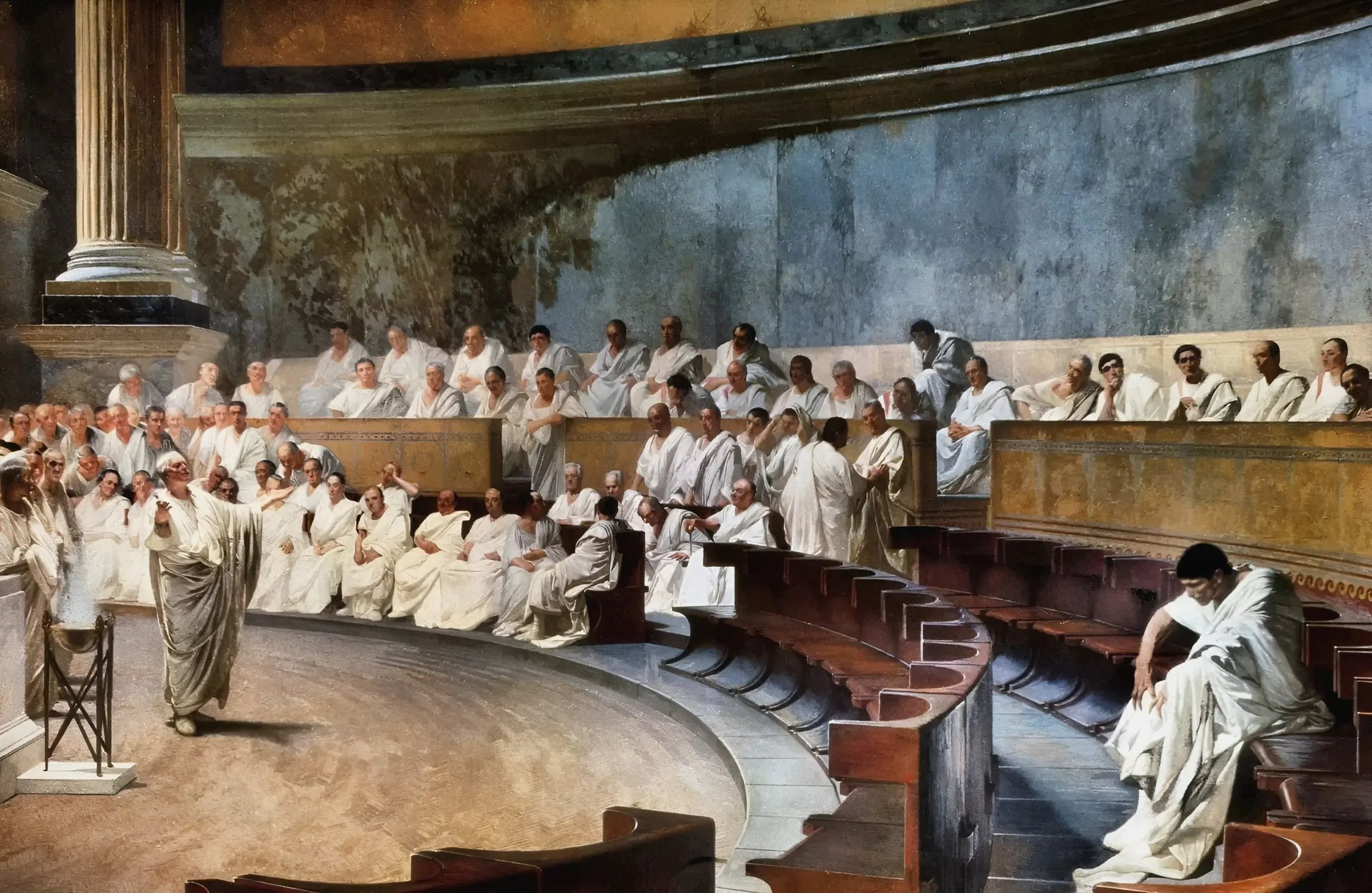
Rappresentazione del Senato: Cicerone denuncia Catilina, Cesare Maccari (1840-1919), affresco, Roma, Senato della Repubblica Italiana

Con l'approvazione delle leggi Licinie-Sestie che permettevano anche a un plebeo l'accesso alla massima magistratura, il consolato, Roma vide aprirsi uno iato nel conflitto degli Ordini con il conseguente periodo di pace sociale.
Rimanevano però i problemi dei creditori che non riuscivano a rifondere i prestiti ottenuti e cadevano quindi nella soggezione al nexum, la schiavitù per debiti. 
Il problema si trascinava da secoli se ricordiamo come le secessioni della plebe sul Monte Sacro e sull'Aventino derivavano per la massima parte da questa forma di rivalsa dei creditori verso i debitori. Massimamente odioso questo costume soprattutto se si tiene presente che i debitori per la massima parte si riducevano in condizioni economiche disperate per effetto delle continue guerre. Le potenti legioni romane, essendo costituite da cittadini-agricoltori-soldati, non lasciavano il tempo, ai loro componenti, di lavorare le proprie terre. I campi dei fanti erano per lo più piccoli poderi, gestiti in economia dalle singole famiglie e appena sufficienti al loro sostentamento. 
Mentre i patrizi e in genere l'aristocrazia terriera occupava i terreni conquistati nelle guerre con i popoli vicini arricchendosi e dandoli in gestione al lavoro schiavile con relativo abbassamento dei costi di produzione, l'agricoltore diretto romano, plebeo, dopo aver combattuto per la patria era spesso costretto a indebitarsi pesantemente per non aver potuto curare la sua produzione agricola. Non possibile che tutto fosse lasciato in gestione alle donne di famiglia e quasi nessuno dei legionari-contadini era in grado di acquistare qualche animale da lavoro (buoi, asini - non parliamo poi di cavalli) o qualche schiavo da adibire ai lavori pesanti. Solo in pochi casi la preda delle razzie nei territori durante le incessanti guerre veniva dal console lasciata alle truppe; spessissimo la maggior parte del bottino finiva all'Erario per le necessità dello Stato.
Come risultato la plebe romana si sentiva doppiamente defraudata; primo per dover combattere per lo Stato, sotto una disciplina ferrea, con immani sacrifici e a rischio della vita senza poter attendere alle proprie occupazioni; poi per la soggezione al nexum a causa dell'impoverimento dovuto proprio al servizio dello Stato. Una situazione che si avvolgeva in un circolo vizioso di pesante effetto sociale.

## L'interesse unciario
Nel 357 a.C., essendo consoli Gaio Marcio Rutilo e Gneo Manlio Capitolino Imperioso, i Tribuni della plebe Marco Duilio e Lucio Menenio presentarono -e fu approvata- una legge per combattere l'usura che soffocava i debitori. La nuova legge stabiliva che i prestiti avrebbero dovuto essere restituiti con un tasso di interesse pari a un'oncia per asse. Ovvero un dodicesimo del capitale (in ragione di anno - che ancora veniva calcolato con una divisione decimale). Già le Leggi delle XII tavole prescrivevano questo interesse ma, evidentemente, le usanze si sovrapponevano al dettami legislativi e, naturalmente, favorivano l'aristocrazia detentrice del potere economico, politico e giudiziario.
Nel 354 a.C. la situazione doveva essere veramente pesante se, dopo guerricciole contro i Tiburtini e i Tarquiniesi, la plebe, pur sollevata dall'applicazione dell'interesse unciario, era talmente oppressa economicamente per la pura restituzione del capitale da far sì che Tito Livio ne descriva l'atteggiamento in questi termini:
(Tito Livio, Ab Urbe condita libri, VII, 19, Mondadori, Milano, trad.: C. Vitali)
Ovvero la plebe rinunciava, in pratica, a quanto aveva ottenuto dopo secoli di asperrime lotte con l'aristocrazia: il diritto a portare un suo componente alla massima carica dello Stato, il diritto alla cittadinanza completa.
E doveva essere davvero ripreso il conflitto sociale se addirittura:
(Tito Livio, Ab Urbe condita libri, VII, 21, Mondadori, Milano, trad.: C. Vitali)
Finalmente il Senato cedette e ordinò all'ultimo interré Lucio Cornelio Scipione di far applicare la legge Licinia Sestia. Vennero eletti Publio Valerio Publicola, patrizio ma democratico (e da non confondere con l'antenato, cofondatore della Repubblica assieme a Bruto). L'altro console Gaio Marcio Rutilo, proveniva dalla classe plebea.

## Imensari
La bontà della scelta di un plebeo (attento alle necessità del suo Ordine) e di un patrizio la cui famiglia per secoli aveva tenuto un atteggiamento favorevole al popolo rese la concordia alla città di Roma. E i risultati si fecero subito sentire. Cessato l'irrigidimento del muro contro muro, i consoli:
(Tito Livio, Ab Urbe condita libri, VII, 21, Mondadori, Milano, trad.: C. Vitali)
Cioè "banchieri" (mensario deriva da mensa che conta fra i suoi significati anche "banco" e quindi "banca").
La loro opera fu di enorme portata sociale visto che Livio ci informa che "i loro nomi furono ricordati da tutti gli annalisti". E anche Livio non si sottrae alla celebrazione. I mensari furono: Caio Duilio, Publio Decio Mure, Marco Papirio, Quinto Publilio e Tito Emilio.
In effetti i mensari si accinsero a compiere un dovere difficilissimo:
(Tito Livio, Ab Urbe condita libri, VII, 21, Mondadori, Milano, trad.: C. Vitali)

## Rifinanziamento
Si scoprì (almeno così afferma Livio) che la maggior parte dei problemi derivava da "trascurataggine" dei debitori piuttosto che da mancanza di denaro. Per quanto probabile sia il tentativo del "gruppo" dei debitori di cercare di non restituire i prestiti creando situazioni di tensione sociale, è anche probabile che la situazione economica non fosse così rosea come Livio (noto conservatore) tende a dipingerla. 
Quale che fosse la situazione, i mensari liquidarono le partite attingendo all'Erario per coprire le somme messe a disposizione dalle "Banche" collocate nel Foro. Naturalmente non bastava la copertura pubblica, il danaro veniva prestato anche con una stima ragionevole e non da usura dei beni immobiliari dei debitori. Quello che oggi verrebbe definito un rifinanziamento con copertura fondiaria. Il tasso di interesse era stato mantenuto entro termini ragionevoli che Livio non specifica ma che tutto lascia supporre legati all'interesse unciario e il valore degli immobili valutato con equanimità.
(Tito Livio, Ab Urbe condita libri, VII, 21, Mondadori, Milano, trad.: C. Vitali)
Tito Livio non accennerà più a questo tipo di atteggiamento di conciliazione economica fra patriziato e plebe. D'altra parte il nexum che tanto pesava sui debitori, venne abolito relativamente poco tempo dopo, 312 a.C. dopo che già dal 342 a.C. Appio Claudio Cieco aveva posto mano ad una prima riforma per favorire il reclutamento di truppe durante le Guerre sannitiche. Roma ritrovò la pace interna che le permise di riprendere la lotta per la supremazia. Le coincidenze temporali furono favorevoli; si avvicinavano, appunto, le Guerre sannitiche.